# Linka M2 (metro v Budapešti)
M2, též Kelet-nyugati metróvonal (doslova Východo-západní metro), hovorově kettes metró (česky metro dvojka) nebo piros metró (česky červené metro), je linka budapešťského metra otevřená v roce 1970. Je dlouhá 10,3 km a nachází se na ní 11 stanic, z toho dvě jsou přestupní. Ve stanici Deák Ferenc tér se kříží s linkami M1 
a M3, na Keleti pályaudvar pak s linkou M4. Do otevření linky M4 v roce 2014 se jednalo o jedinou linkou metra, která vede pod Dunajem do Budína.

## Dějiny
Po druhé světové válce potřebovala rozvíjející se metropole tehdy již socialistického Maďarska nové linky metra. Plány na výstavbu nových tratí existovaly již z dob otevření první linky. První plány dnešních linek M2 a M3 existovaly již v roce 1942. S výstavbou za pomoci sovětské techniky se mělo začít v roce 1950.
Linka M2 měla spojit dvě hlavní vlakové nádraží, Keleti pályaudvar a Déli pályaudvar. Dokončena měla být už v roce 1955. Nicméně z finančních a ekonomických důvodů výstavba ustala a opět se začalo stavět až v roce 1963. 
První úsek se sedmi stanicemi mezi Örs vezér tere a Deák Ferenc tér byl otevřen 2. dubna 1970. Zbývající úseky mezi Deák Ferenc tér a Déli pályaudvar byly otevřeny o dva roky později, konkrétně v prosinci roku 1972.
Na lince proběhla v letech 2004–2007 kompletní rekonstrukce, během které byly postupně rekonstruovány všechny stanice. Došlo k výměně obkladů stanic a eskalátorů, z nichž mnohé byly již za hranicí životnosti. Rekonstrukce byla završena nahrazením sovětských souprav tehdy nově pořízenými klimatizovanými vlaky typu Alstom Metropolis AM5-M2.

## Stanice

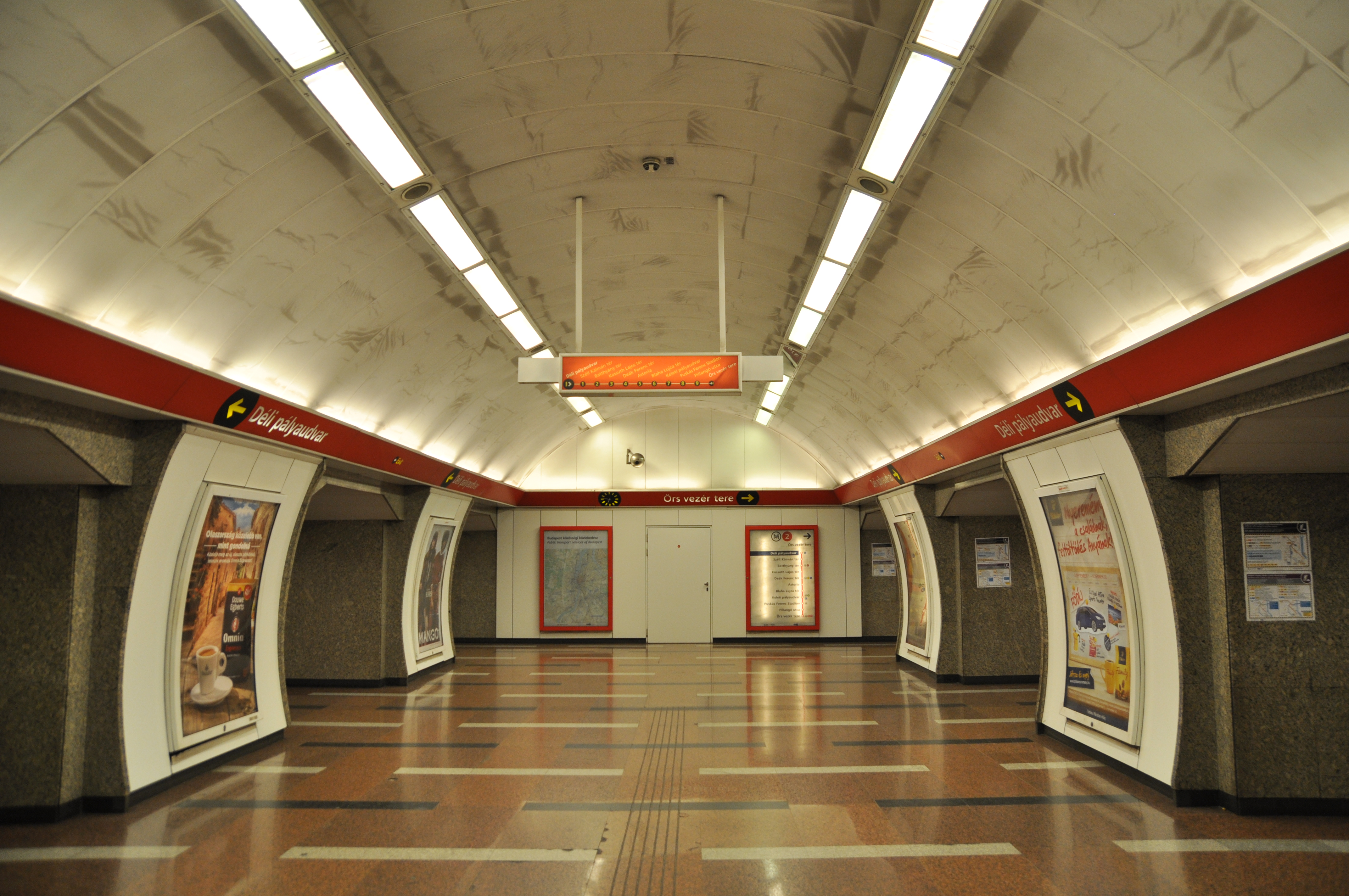
Déli pályaudvar (1972)
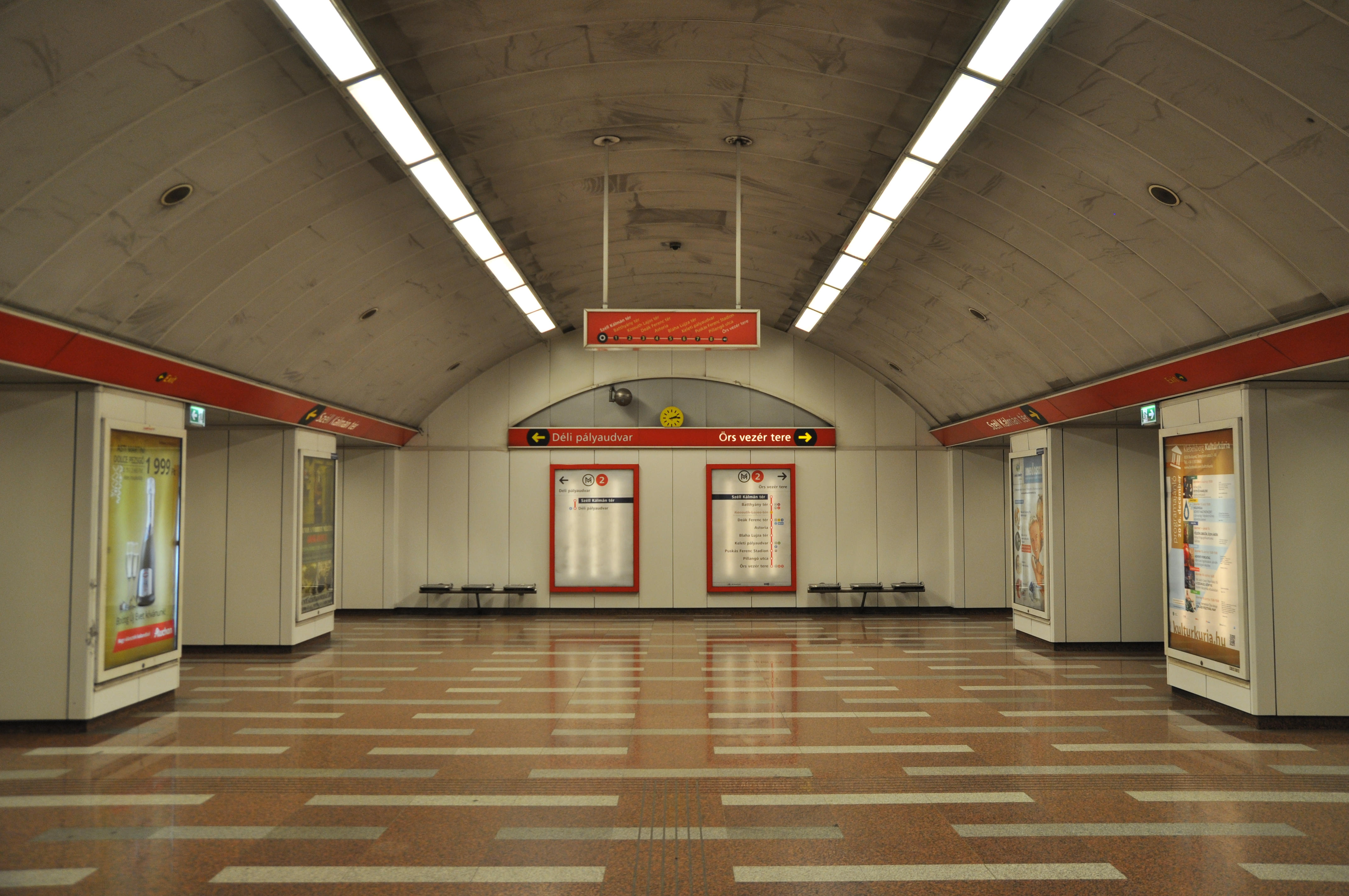
Széll Kálmán tér (1972)
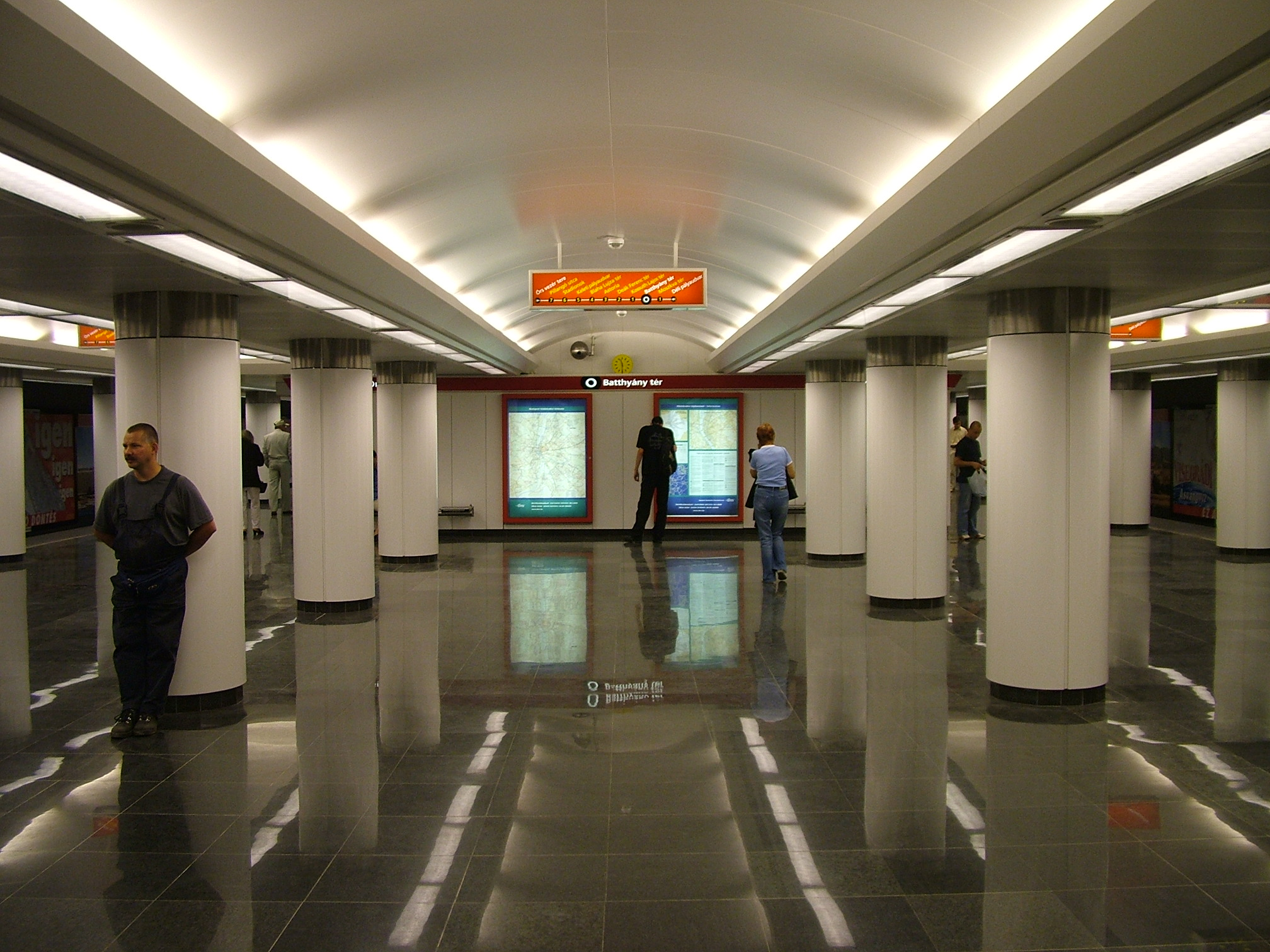
Batthyány tér (1972)
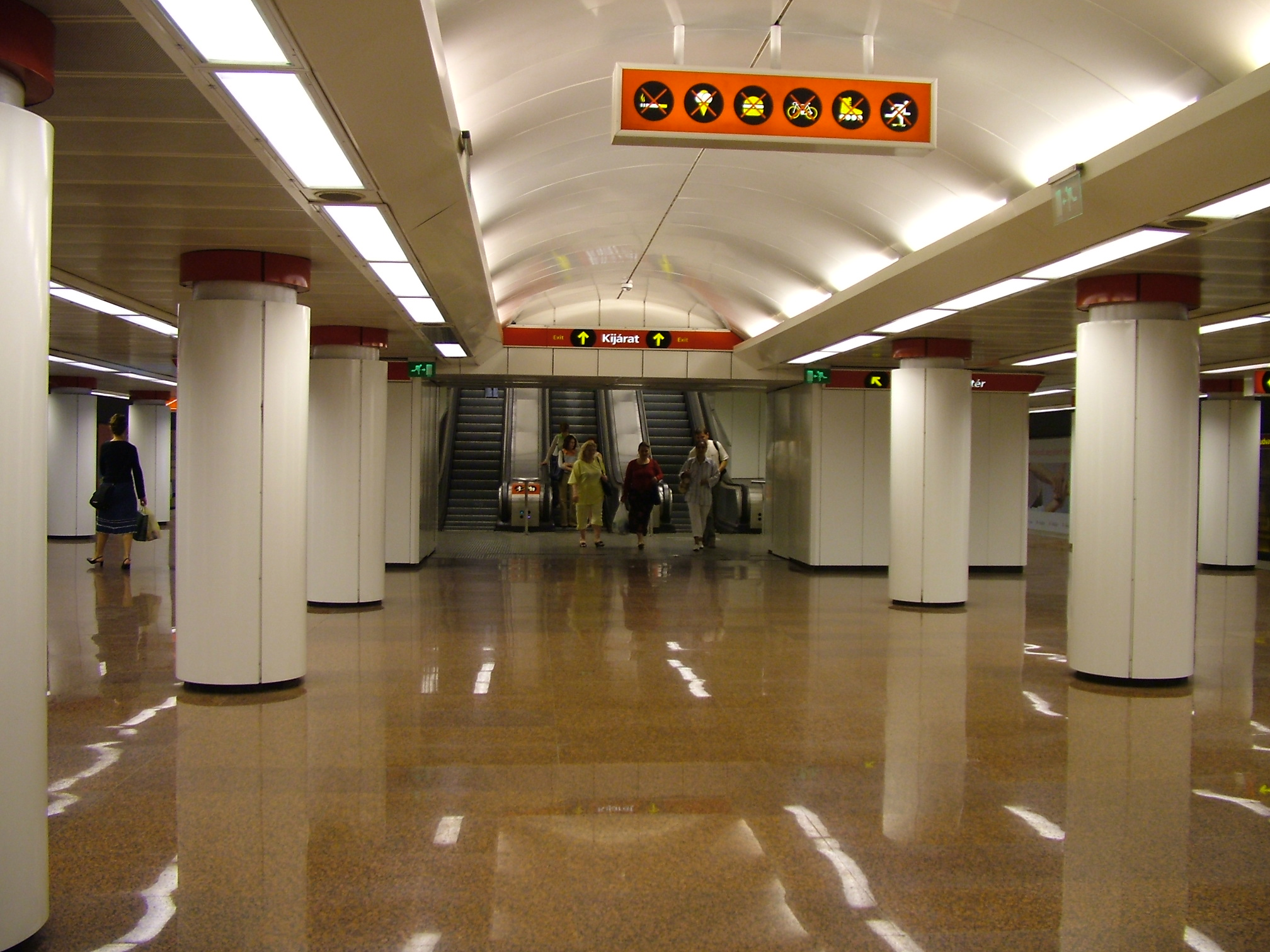
Kossuth Lajos tér (1972)
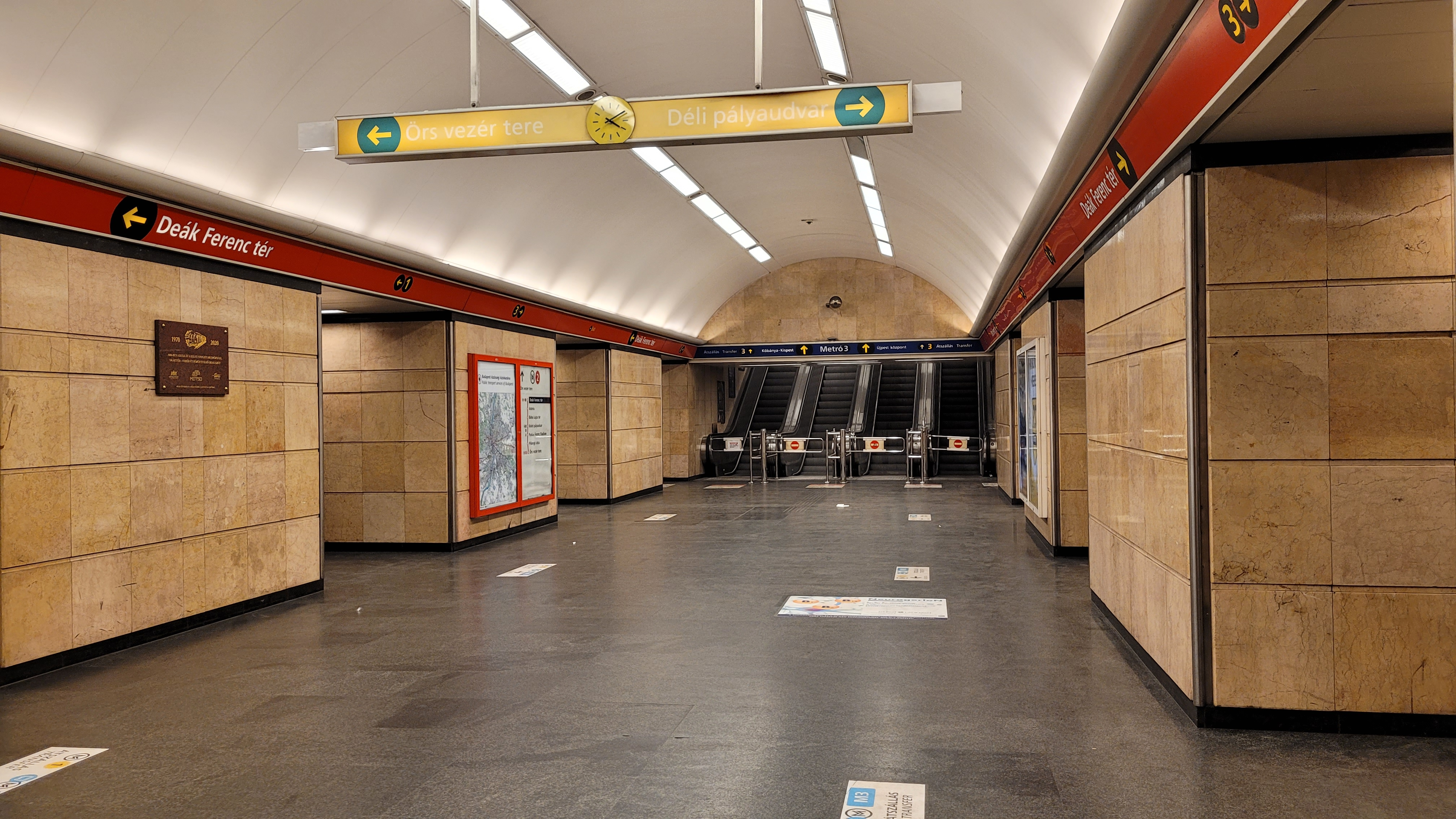
Deák Ferenc tér (1970)
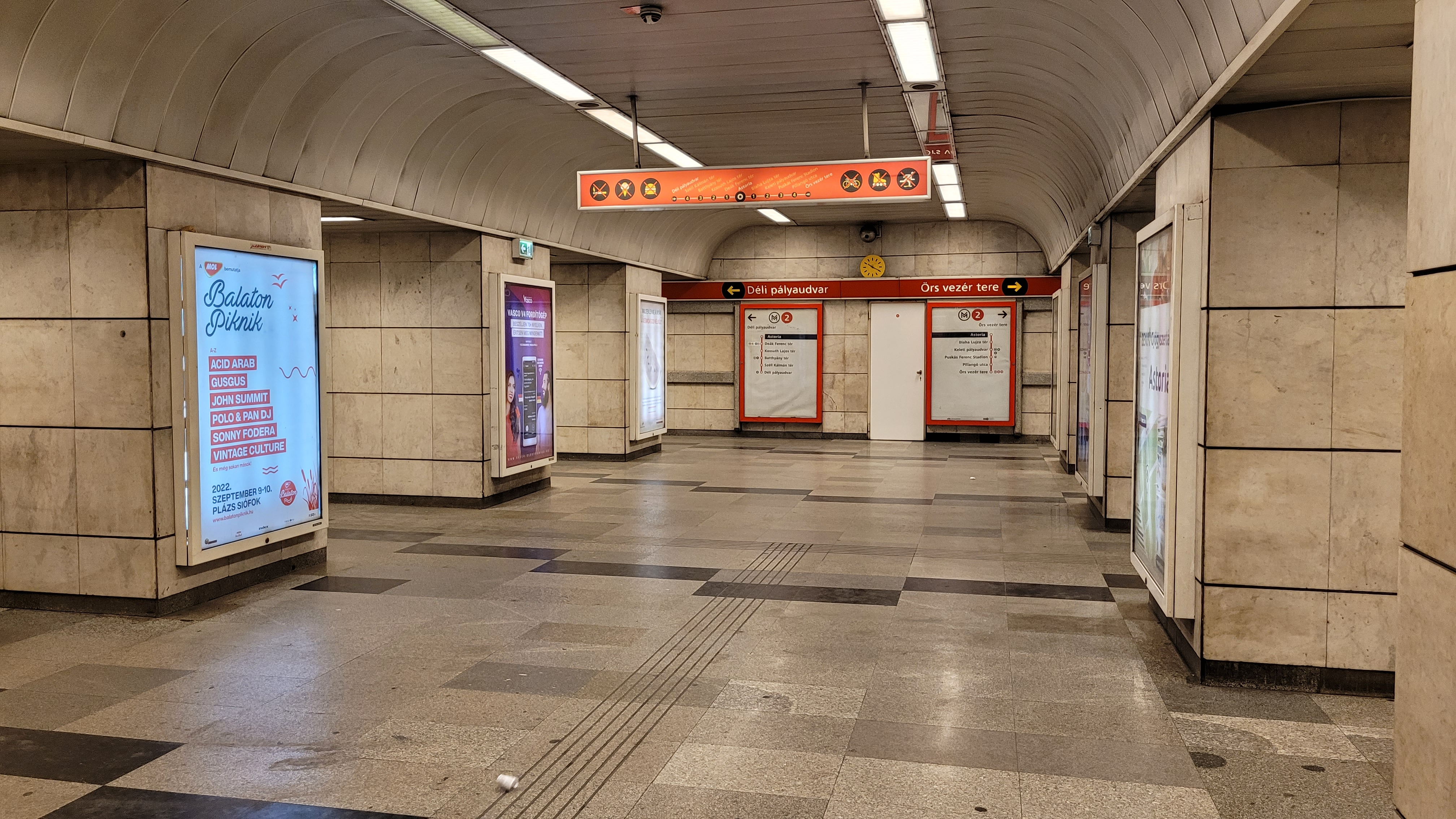
Astoria (1970)
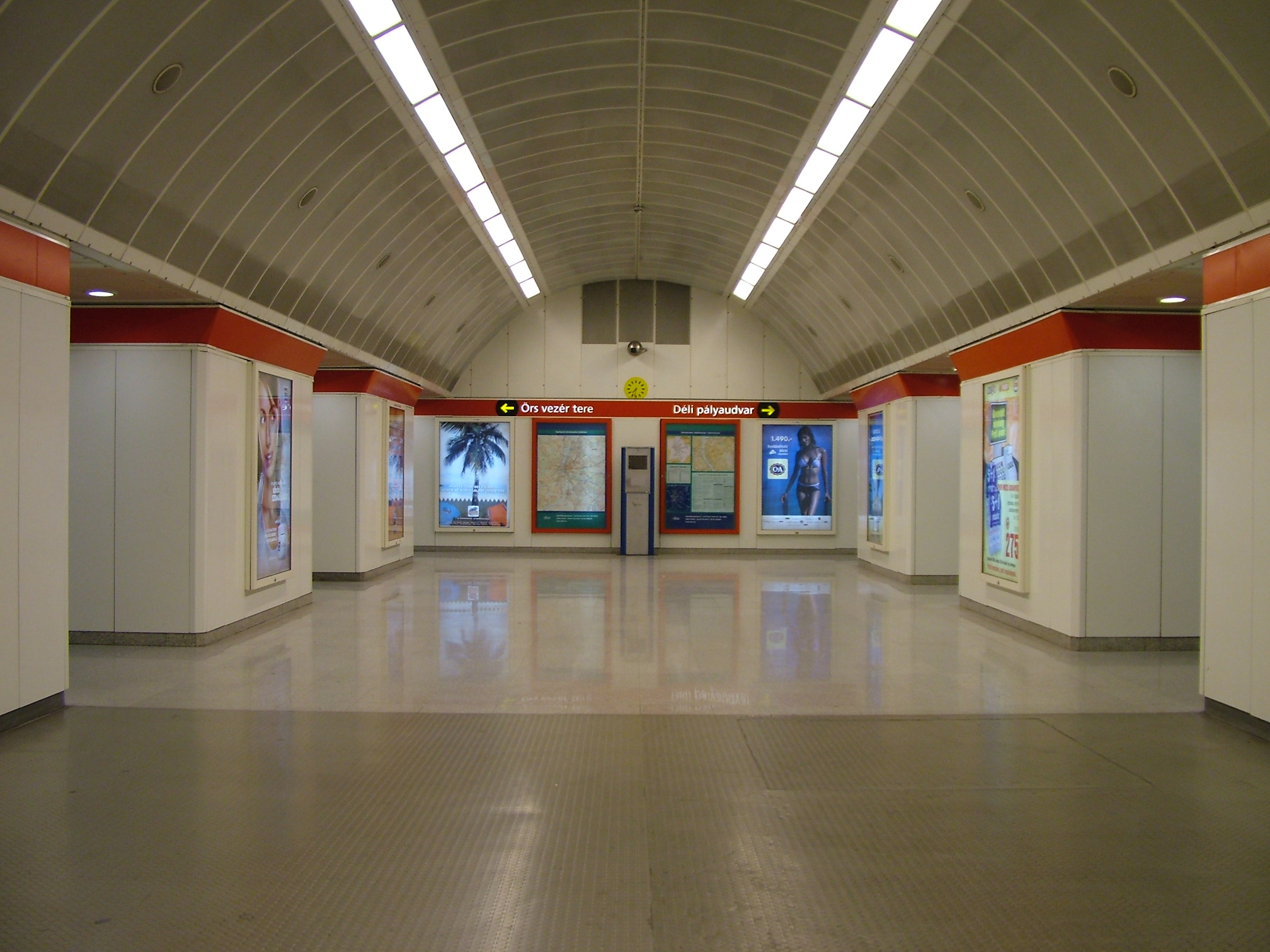
Blaha Lujza tér (1970)
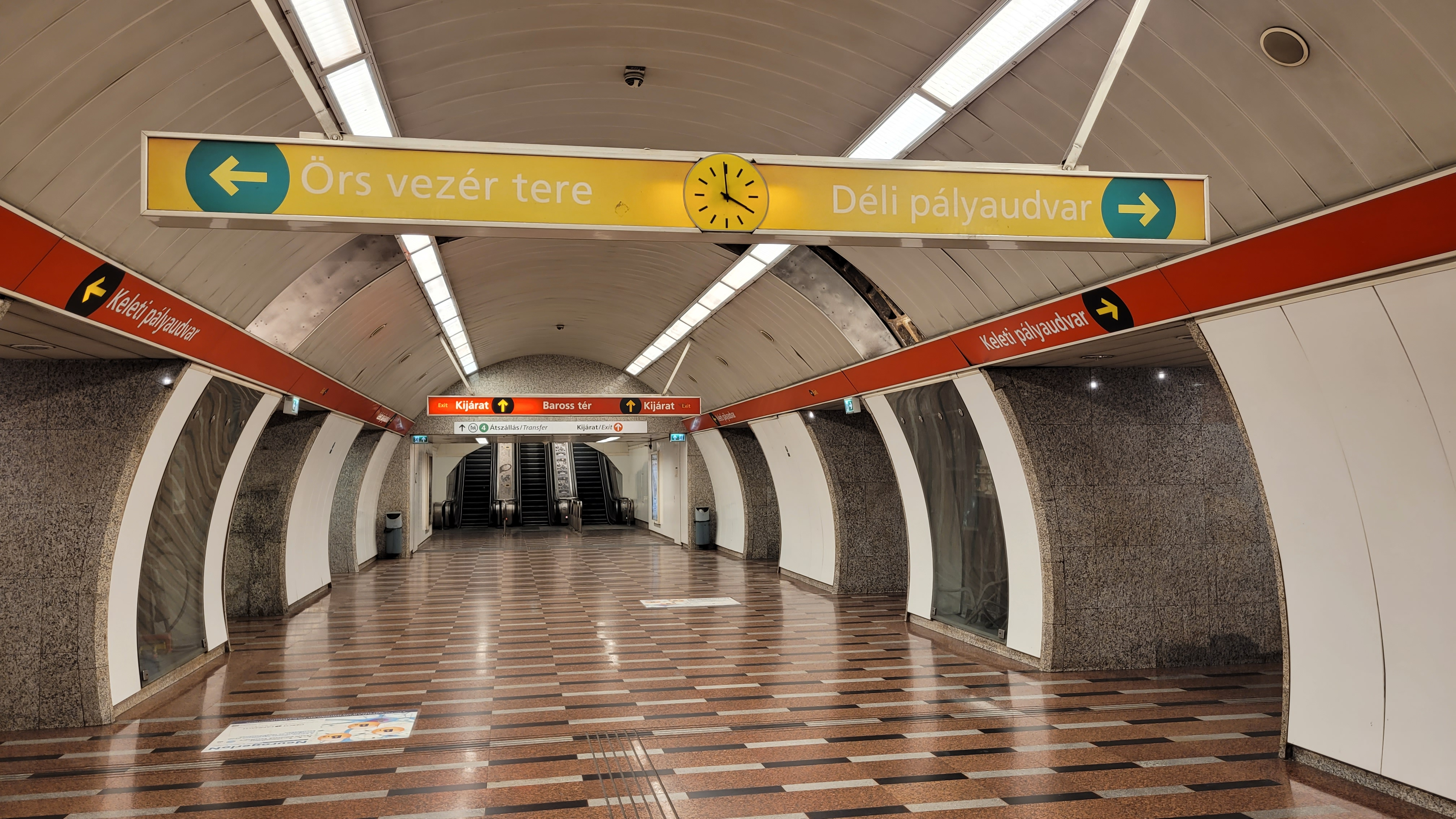
Keleti pályaudvar (1970)
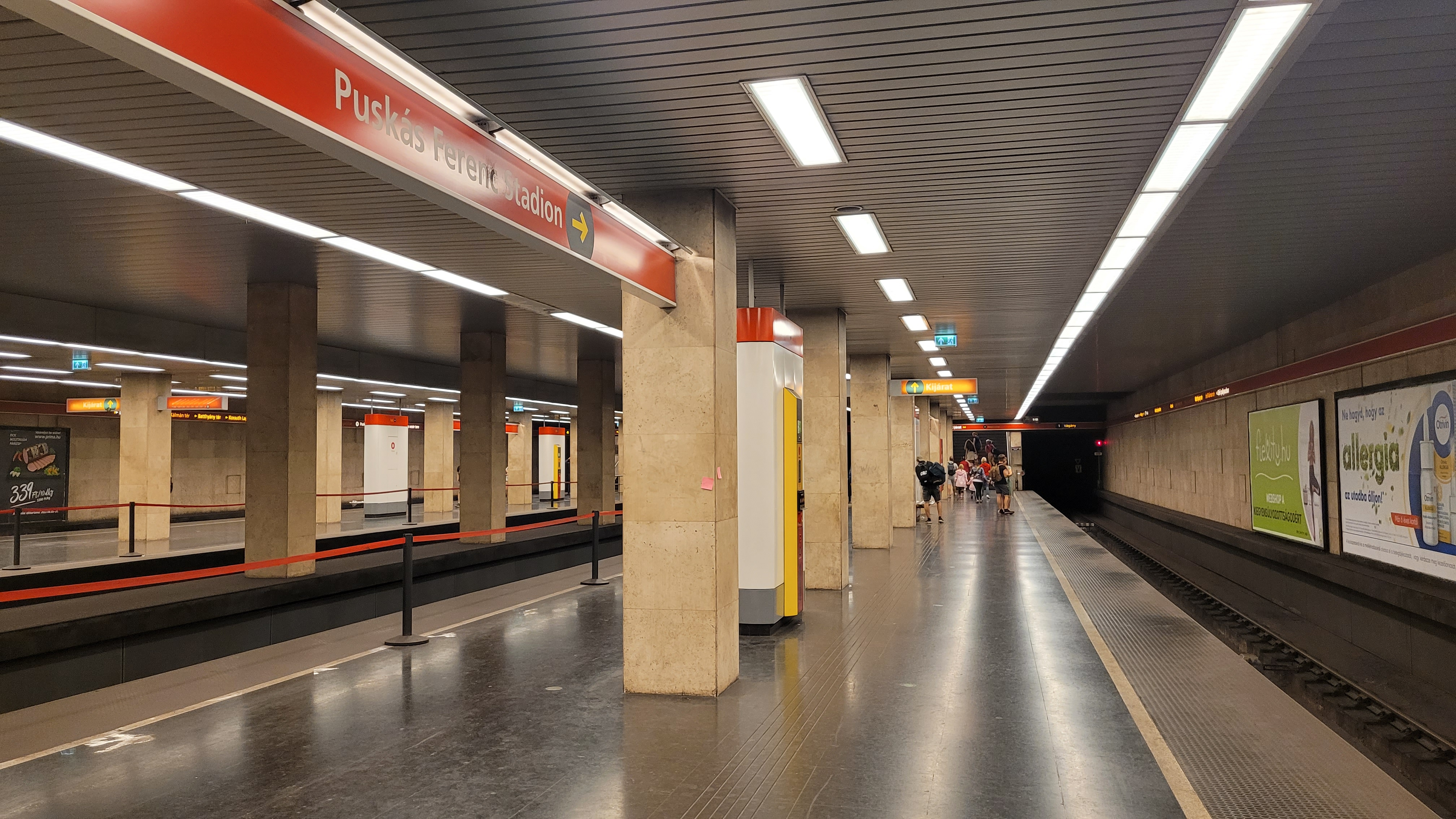
Puskás Ferenc Stadion (1970)
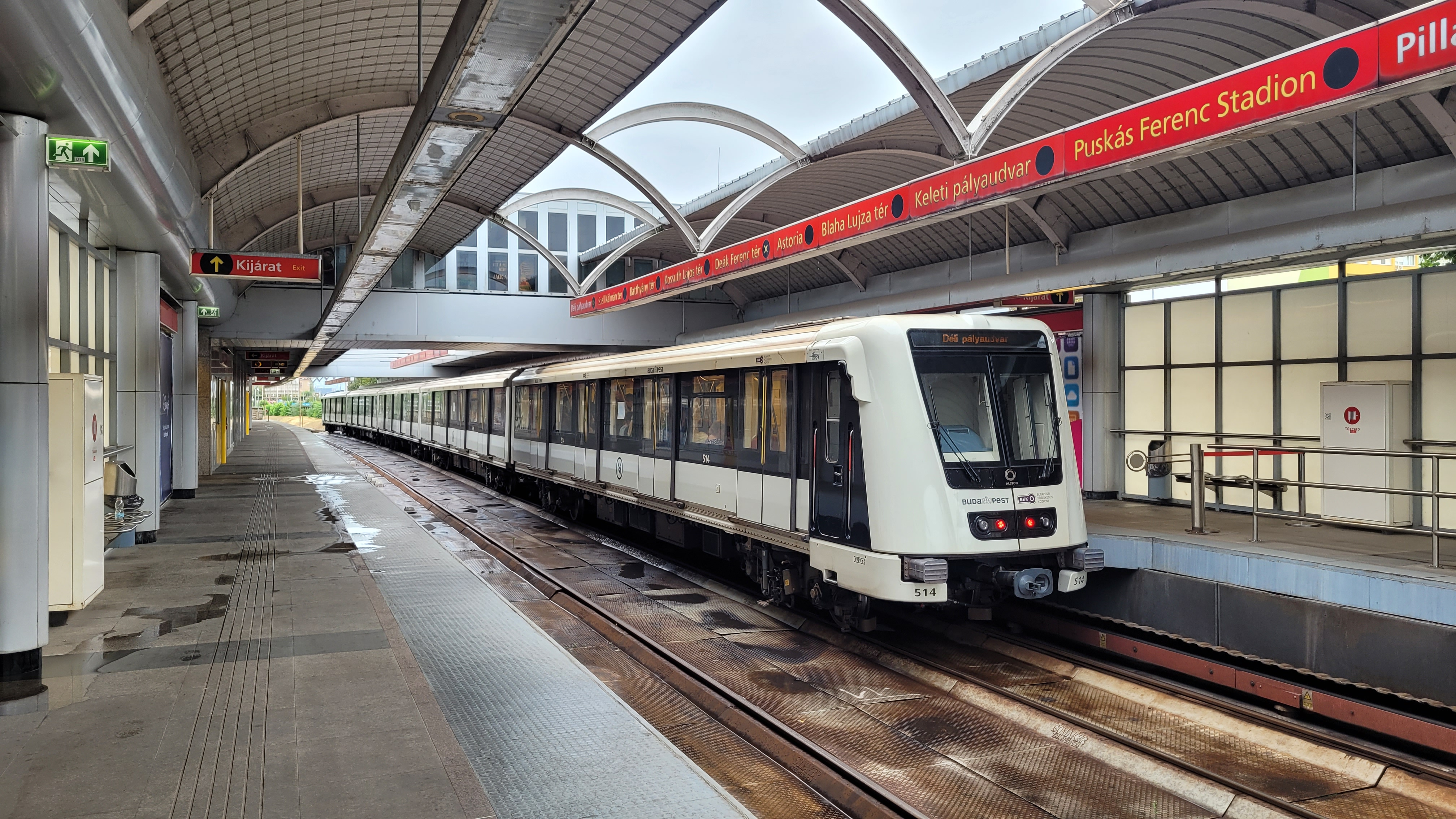
Pillangó utca (1970)
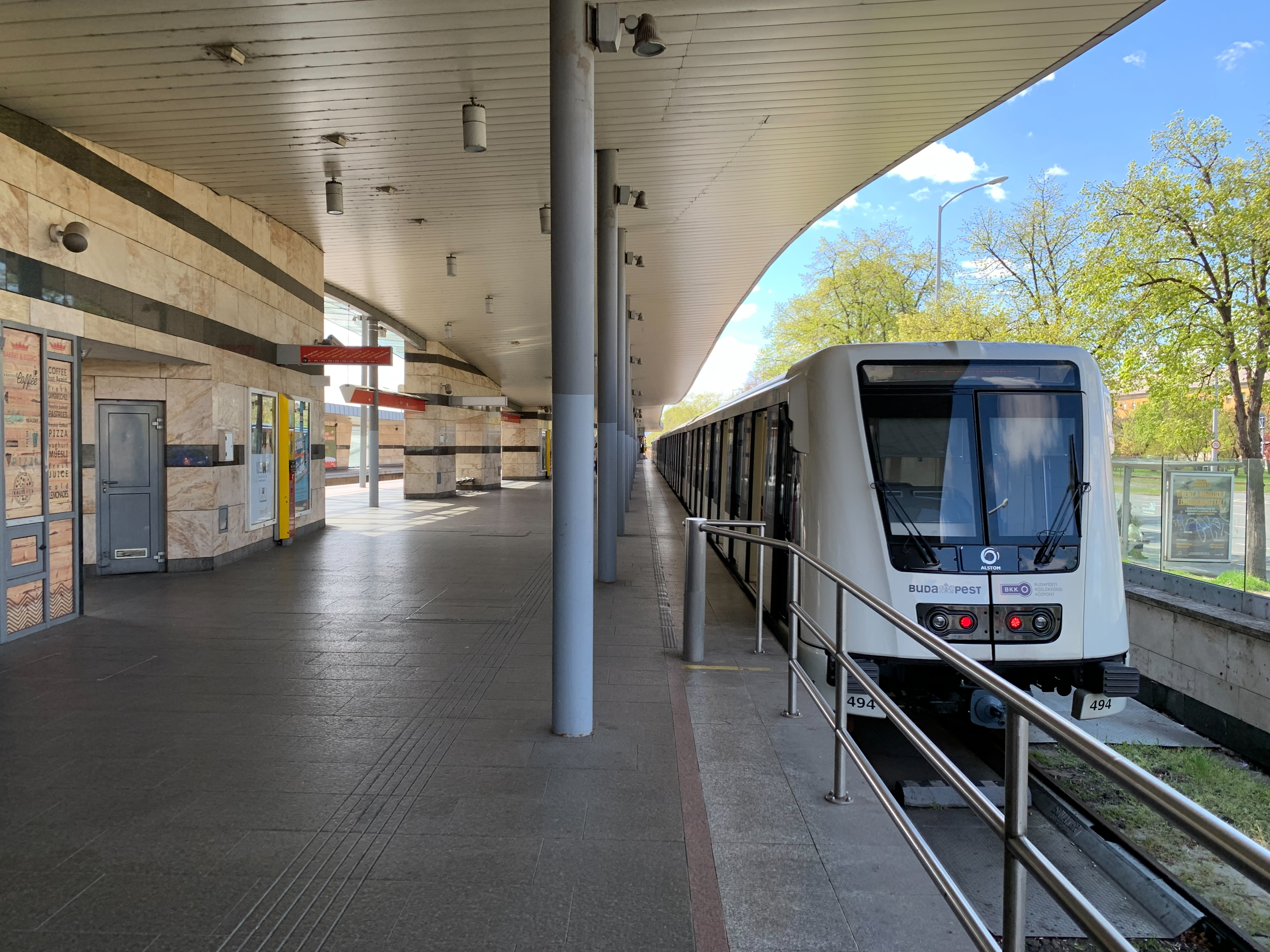
Örs vezér tere (1970)

## Vozový park
Na lince jezdí vozy typu Alstom Metropolis AM5-M2.